# Onny Parun
Onny Parun, född 15 april 1947, Wellington är en tidigare professionell nyzeeländsk tennisspelare.

## Biografi
Onny Parun föddes in i en tennisspelande familj där också brodern Tony blev professionell tennisspelare. Genom sina föräldrar har Onny Parun påbrå från det forna Jugoslavien och Australien. 

### Tenniskarriären
Onny Parun, flerfaldig nyzeeländsk mästare, rankades bland världens 20 bästa tennisspelare runt mitten på 1970-talet. I singel rankades han som bäst som nummer 19 (maj 1975), och i dubbel som nummer 577 (januari 1983). Under perioden 1968-82 vann han totalt 5 singel- och 2 dubbeltitlar. Han deltog i flera Grand Slam (GS)-turneringar och vann en dubbeltitel. Han nådde dessutom GS-final i singel.
Säsongerna 1971 och 1972 nådde Parun kvartsfinal i Wimbledonmästerskapen. Året därpå, 1973, spelade han singelfinal i Australiska öppna som han förlorade mot den australiske spelaren och världsettan John Newcombe (3-6, 7-6, 5-7, 1-6). Senare samma säsong nådde han kvartsfinal i US Open.   
I maj 1974 nådde Parun tillsammans med den australiske spelaren Dick Crealy dubbelfinalen i Franska öppna. De mötte där det amerikanska paret Stan Smith/Robert Lutz som besegrades över fem set med siffrorna 6-3 6-2 3-6 5-7 6-1. Parun vann därmed karriärens första och enda GS-titel. År 1975 nådde han kvartsfinalen i singel i samma turnering. 
Onny Parun deltog i det nyzeeländska Davis Cup-laget perioden 1967- 82. Han spelade totalt 62 matcher av vilka han vann 30. I ett förstarondsmöte 1972 i Båstad mötte Nya Zeeland ett lag från Sverige där Björn Borg, 15 år gammal, gjorde sin DC-debut. I den ena singelmatchen möttes Parun och Borg. Det såg ut att bli en enkel seger för Parun, som efter en stabil inledning tog ledningen med 2-0 i set. Därefter tog Borg över och vann otippad matchen med 4-6, 3-6, 6-3, 6-4, 6-4. Även svensken Ove Bengtson besegrade Parun (6-4, 16-14, 13-11). Sverige vann mötet med 4-1 i matcher. 
Bland spelare som Parun besegrade i DC-sammanhang märks bland andra australierna Mark Edmondson och John Alexander.

## Grand Slam-titlar
- Franska öppna
  - Dubbel - 1974